# Chory Castro
Gonzalo 'Chori' Castro Irizábal est un footballeur international uruguayen né le 14 septembre 1984 à Trinidad en Uruguay, qui évolue au poste de milieu gauche pour Málaga CF en Espagne.

## Palmarès
- Nacional Montevideo
  - Vainqueur du Championnat d'Uruguay (3) : 2002, 2005, 2006